# Лагерный (мыс, Крым)
Лагерный (Хамелеон; Топрак-Кая, Топрах-Кая — глиняная скала) — мыс, расположенный в Крыму, недалеко от посёлка Коктебель. Этот мыс разделяет Коктебельский залив и Тихую бухту, находясь между ними. Мыс сложен глинистыми сланцами и глиной, отсюда крымскотатарское название. Альтернативное название мыса происходит от способности менять цвет в зависимости от времени суток, погоды, положения солнца и облаков. По наблюдениям мыс может менять цвет до 20 раз в день.

Мыс Лагерный (Хамелеон). Слева Коктебельская бухта, справа Тихая бухта

## В культуре
- В окрестностях мыса происходили съёмки фильма Золотая цепь[источник не указан 1669 дней]